# B'utz Aj Sak Chiik
B'utz Aj Sak Chiik, né le 15 novembre 459 et mort en 501, également connu sous le nom de Manik , est un ajaw de la ville maya de Palenque. Il accéda au trône le 28 juillet 487 et régna jusqu'en 501. Il était probablement le frère d'Ahkal Mo 'Naab I. Son prédécesseur était Casper et son successeur Ahkal Mo 'Naab I.